# Michael Caicedo
Michael Caicedo   (Inca, 21 de juny de 2003) és un jugador de bàsquet professional espanyol. Mesura 1,99 metres i juga en la posició d'escorta, actualment pertany a la plantilla del Coviran Granada de la Lliga ACB.

## Carrera esportiva
Nascut a Inca (Balears), és fill de pare colombià i mare espanyola, és un escorta format en les categories inferiors de la Roca del Vallès i CB Granollers, abans de formar part del FC Barcelona.
Al desembre de 2020 va ser escollit MVP de l'Adidas Next Generation de València després d'una sumptuosa final en la qual va sumar 37 punts de valoració.
A la temporada 2020-21, formà part del Futbol Club Barcelona "B" de la Lliga LEB Plata i va alternar entrenaments i convocatòries amb el primer equip.
El 9 de gener de 2021 va debutar amb el FC Barcelona a la Lliga Endesa contra el BAXI Manresa, convertint-se en el cinquè jugador més jove a aconseguir-ho en tota la història de la secció blaugrana. El jugador balear va disputar 3 minuts i 16 segons. El seu debut a l'Eurolliga es va produir a la jornada 7 de la temporada 2021-22, contra el Maccabi Tel Aviv, disputant només 21 segons en el partit. La seva primera cistella en aquesta competició va arribar dues jornades després, aconseguint una esmaixada davant del Baskonia, en un partit on va superar la desena de minuts.

## Internacional
El 2019 va disputar l'Europeu Sub 16, amb el qual va aconseguir el campionat, anotant 21 punts a la final davant França.